# Зелёный пояс (экологическое движение)
Движение «Зелёный пояс» (англ. Green Belt Movement) — неправительственная организация, изначально занималась восстановлением уничтоженных лесов Кении. В настоящее время действует на всём африканском континенте.
Движение основано Вангари Маатаи в 1977 году; за свою деятельность в этом движении Маатаи в 2004 году стала лауреатом Нобелевской премии мира.
За 25 лет своего существования участники этого движения, в основном женщины, посадили более 20 миллионов деревьев.